# Vanadinita

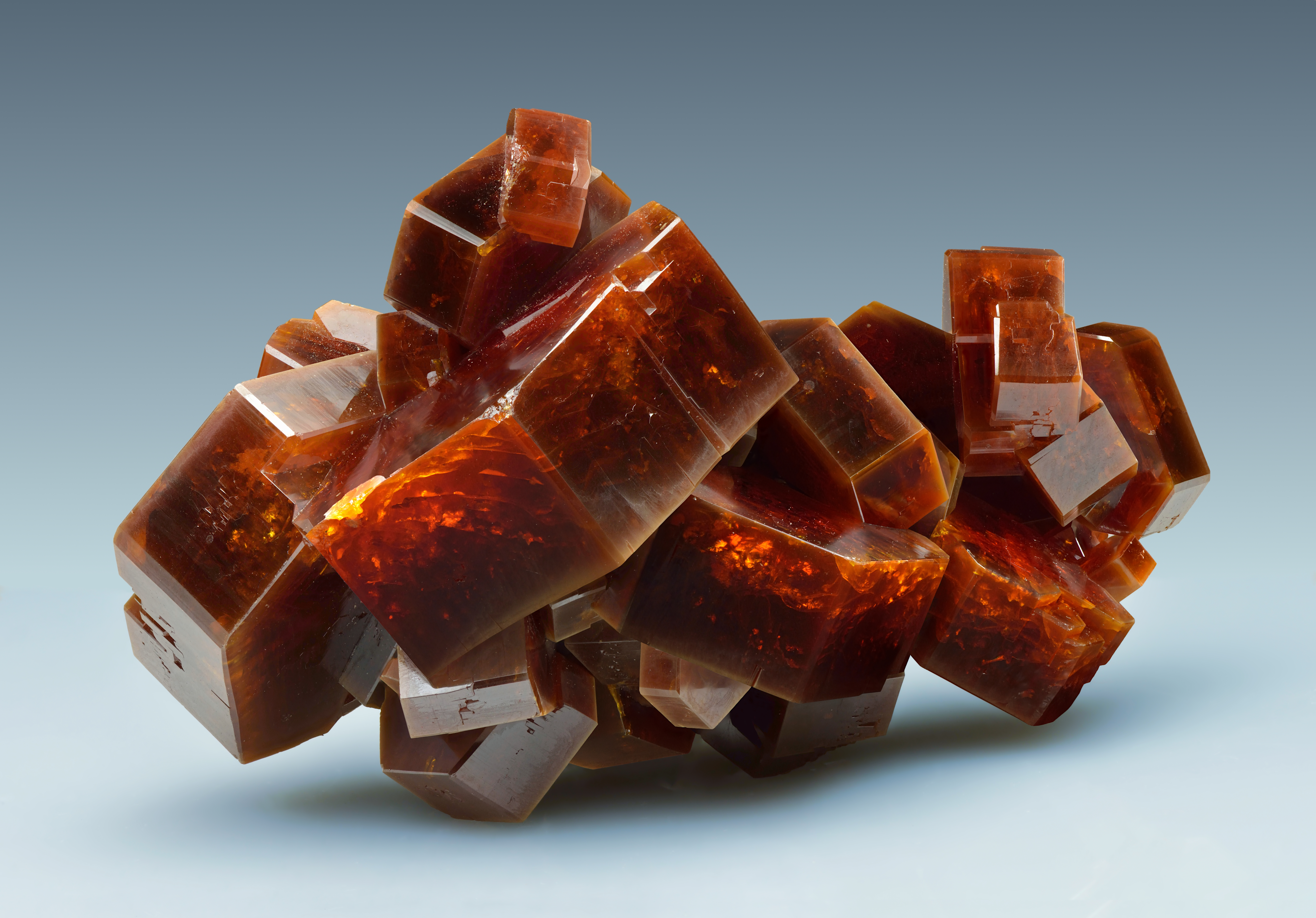
Vanadinita - mina ACF, Mibladen, Marrocos

Vanadinita ou vanadinite é um mineral da classe dos fosfatos, grupo dos vanadatos e subgrupo das apatitas, são cristais prismáticos hexagonais de fórmula Pb5(VO4)3Cl, clorovanadato de chumbo 
Faz parte de uma série com dois outros minerais: piromorfita (Pb5(PO4 3Cl) e mimetita (Pb5(AsO4)3Cl), mas a Vanadinita se distingue por sua cor e propriedades óticas, o mineral apresenta maior birrefringência do grupo apatita, o mineral possui diferentes índices de refração, composição PbO 78.7%, V2O5 19.4%, Cl 2,5% 
Propriedades físicas
Apresenta cristais hexagonais, bem formados geralmente prismático, os cristais desse mineral podem aparecer na forma arredondada em alguns casos ou em formas globulares e com incrustações, é frágil e tem uma fratura desigual, de tenacidade quebradiço. A dureza na escala de Mohs é de 2.75-3 e sua densidade relativa é de 6.7-7.2 g/cm3, se decompondo em ácido clorídrico (HCl), e apresenta um ponto de fusão de 990°C.Tem um brilho vítreo a resinoso, de coloração amarela, castanha amarelada, castanha avermelhada ou vermelho. coloração do traço: castanha amarelada, é translúcido ou opaco, caracterizada por sua forma cristalina e  brilho intenso.
A vanadita não é um mineral comum, ocorre como um produto de alteração em jazidas de chumbo. É encontrado nos Montes Urais (Rússia), Áustria, Espanha, Escócia, Marrocos, Argentina, México e nos Estados Unidos (Arizona, Novo México e Dakota do Sul). É usado como fonte de obtenção do vanádio e, em menor extensão, para a obtenção do chumbo. 
Este mineral foi descrito primeiramente como um cromato quando descoberto no México em 1801, por Andrés Manuel del Río, pois o vanádio só seria descoberto em 1830.
Aplicações
A vanadinita é um mineral raro encontrado a partir do chumbo, mineral fonte do vanádio, utilizado na fabricação de aços, em ligas metálicas para aumentar a dureza do aço, tendo também a utilização na indústria química e petroquímica. O nome é referência ao elemento químico a qual constitui sua composição. O Vanádio apresenta propriedades que aumentam a temperabilidade do ligamento, redução de peso, dureza, resistência à abrasão e a temperatura, tenacidade, ductilidade, soldabilidade e maleabilidade, que permitem utilização como componente de molde de aço para alta temperatura e fundições pesadas.